# بولتار
بولتار مدينة في وسط سلوفاكيا وتتبع أقليم بانسكا بيستريتسا.

## أعلام
- إيفان غاشباروفيتش